# 第1次ディズレーリ内閣

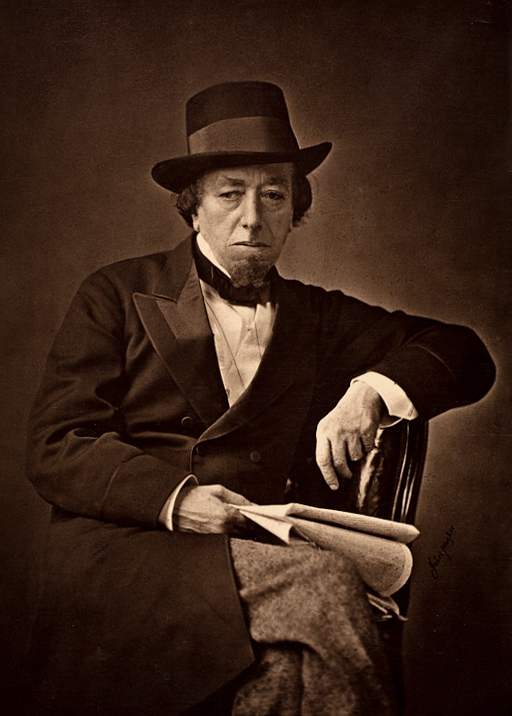
ベンジャミン・ディズレーリ

第1次ディズレーリ内閣（だいいちじディズレーリないかく、英語: First Disraeli ministry）は、1868年2月から12月まで続いた保守党党首ベンジャミン・ディズレーリを首相とするイギリスの内閣である。

## 成立の経緯
1868年2月、保守党党首・首相第14代ダービー伯爵エドワード・スミス＝スタンリーが病により辞職した。これまで財務大臣・庶民院院内総務として政権運営を主導してきたベンジャミン・ディズレーリが後継者となるべきというのが党内の一般的な空気であり、ダービー伯爵も女王に辞表を提出する際に後任としてディズレーリを推挙した。
ディズレーリは2月27日にオズボーン・ハウスに召集され、女王から組閣の大命を受けた。ディズレーリは大きな内閣改造を行わず、ほぼ第3次ダービー伯爵内閣の面子を留任させたが、大法官初代チェルムスフォード男爵フレデリック・セシジャーを嫌っていたため、彼だけは更迭している。

## 主な政策
第1次ディズレーリ内閣は、トップの顔が変わっただけで第三次ダービー伯爵内閣の延長でしかないから、少数与党の状況は変わっていない。総選挙に勝利して多数派を得るしか政権を安定させる道はなかった。結局その総選挙に敗れて短命政権におわる第1次ディズレーリ内閣だが、その短い間にも様々な法律を通している。選挙における買収禁止に初めて拘束力を与える罰則を設けた腐敗行為防止法、公立学校に関する法律、鉄道に関する法律、スコットランドの法制度を定めた法律、公開処刑を廃止する法律、郵便局に電報会社を買収する権限を与える法律などである。これらは官僚が作成した超党派的な法律だったため、少数与党のディズレーリ政権でも議会の激しい抵抗を起こさずに通すことができた。
外交では前政権から続くイギリス人を拉致したエチオピアへの攻撃を続行し、マグダラを陥落させて、皇帝テオドロス2世を自害に追いこんだ。拉致されたイギリス人を救出すると、エチオピアを占領しようという野心を見せることもなく早々に軍を撤収させた。

## 総辞職の経緯
1868年11月から12月にかけての解散総選挙は保守党274議席（改選前294議席）、自由党384議席（改選前364議席）という結果となった。
この結果を受けてディズレーリは新議会招集の前の12月3日に総辞職した。これは総選挙の敗北を直接の原因として首相が辞任した最初の事例であり、以降イギリス政治において慣例化する。これ以前は総選挙で敗北しても議会内で内閣不信任決議がなされるか、あるいは内閣信任決議相当の法案が否決されるかしない限り、首相が辞職することはなかった。

## 閣内大臣一覧
| 職名                           | 氏名                                     | 在任期間               |
|                                |                                          |                        |
| 首相 第一大蔵卿 庶民院院内総務 | ベンジャミン・ディズレーリ               | 1868年2月 - 1868年12月 |
|                                |                                          |                        |
| 大法官                         | 初代ケアンズ伯爵                         | 1868年2月 - 1868年12月 |
| 枢密院議長                     | 第7代マールバラ公爵                      | 1868年2月 - 1868年12月 |
| 王璽尚書 貴族院院内総務        | 第3代マームズベリー伯爵                  | 1868年2月 - 1868年12月 |
| 内務大臣                       | ギャソーン・ハーディ                     | 1868年2月 - 1868年12月 |
| 外務大臣                       | スタンリー卿                             | 1868年2月 - 1868年12月 |
| 植民地大臣                     | 第3代バッキンガム＝シャンドス公          | 1868年2月 - 1868年12月 |
| 陸軍大臣                       | サー・ジョン・パーキントン準男爵         | 1868年2月 - 1868年12月 |
| インド大臣                     | サー・スタッフォード・ノースコート準男爵 | 1868年2月 - 1868年12月 |
| 財務大臣                       | ジョージ・ワード・ハント                 | 1868年2月 - 1868年12月 |
| 海軍大臣                       | ヘンリー・ローリー＝コリー               | 1868年2月 - 1868年12月 |
| 商務庁長官                     | 第6代リッチモンド公爵                    | 1868年2月 - 1868年12月 |
| 建設長官                       | ジョン・マナーズ卿                       | 1868年2月 - 1868年12月 |
| アイルランド担当大臣           | 第6代メイヨー伯爵                        | 1868年2月 - 1868年9月  |
| アイルランド担当大臣           | 後任は閣外大臣                           |                        |